# Helina olivacea
Helina olivacea este o specie de muște din genul Helina, familia Muscidae. A fost descrisă pentru prima dată de Macquart în anul 1851. Conform Catalogue of Life specia Helina olivacea nu are subspecii cunoscute.